# Première Ligue de Soccer du Québec 2017
La Première Ligue de Soccer du Québec 2017 è stata la sesta edizione della Première Ligue de Soccer du Québec. La stagione è iniziata il 6 maggio 2017 ed è terminata il 22 ottobre 2017. Le partecipanti sono sette come l'edizione precedente, ma si sono aggiunte Dynamo de Québec e St-Hubert, mentre si sono ritirate Lakeshore SC e l'Academy dell'Ottawa Fury.

## Formula
Il campionato è composto da 7 squadre, ognuna delle quali incontra le altre tre volte. La squadra che ottiene più punti al termine della stagione regolare viene dichiarata campione. Non esiste un meccanismo di promozioni e retrocessioni con altri campionati. Al termine del campionato viene disputata anche una coppa di lega.
La squadra vincitrice del campionato si qualifica al Canadian Championship 2018.

## Partecipanti
| Squadra              | Città      | Regione            | Stadio                    |
| -------------------- | ---------- | ------------------ | ------------------------- |
| Blainville           | Blainville | Laurentides        | Stade du Parc Blainville  |
| Dynamo de Québec     | Québec     | Capitale-Nationale | Polyv. L'Ancienne-Lorette |
| Gatineau             | Gatineau   | Outaouais          | Mont-Bleu                 |
| Lanaudière           | Terrebonne | Lanaudière         | Stade André-Courcelles    |
| Longueuil            | Longueuil  | Montérégie         | Centre Multi Sport 1      |
| Mont-Royal Outremont | Mont-Royal | Montréal           | Rec de Mont-Royal         |
| St-Hubert            | Longueuil  | Montérégie         | Parc Rosanne-Laflamme     |

## Classifica
Aggiornato al 27 ottobre 2017.
|  | Pos. | Squadra              | Pt | G  | V  | N | P  | GF | GS | DR  |
|  | ---- | -------------------- | -- | -- | -- | - | -- | -- | -- | --- |
|  | 1.   | Blainville           | 41 | 18 | 13 | 2 | 3  | 45 | 14 | +31 |
|  | 2.   | Dynamo de Québec     | 31 | 18 | 9  | 4 | 5  | 28 | 25 | +3  |
|  | 3.   | Longueuil            | 27 | 18 | 6  | 9 | 3  | 30 | 24 | +6  |
|  | 4.   | Mont-Royal Outremont | 24 | 18 | 6  | 6 | 6  | 30 | 29 | +1  |
|  | 5.   | Lanaudière           | 19 | 18 | 4  | 7 | 7  | 32 | 33 | -1  |
|  | 6.   | St-Hubert            | 17 | 18 | 5  | 2 | 11 | 23 | 44 | -21 |
|  | 7.   | Gatineau             | 13 | 18 | 3  | 4 | 11 | 15 | 34 | -19 |

## Coppa di Lega
Il Blainville è ammesso direttamente alle semifinali in quanto vincitore dell'edizione 2016. La finale di coppa si è giocata il 28 ottobre 2017.
|  | Primo turno          | Primo turno | Primo turno |  |          | Semifinali | Semifinali | Semifinali |  |            | Finale   | Finale |
|  |                      |             |             |  |          |            |            |            |  |            |          |        |
|  |                      |             |             |  |          | Blainville | 1          | 0          |  |            |          |        |
|  |                      |             |             |  |          | Blainville | 1          | 0          |  |            |          |        |
|  |                      |             |             |  |          | Longueuil  | 1          | 0          |  |            |          |        |
|  | Longueuil            | 1           | 3           |  |          | Longueuil  | 1          | 0          |  |            |          |        |
|  | Longueuil            | 1           | 3           |  |          |            |            |            |  |            |          |        |
|  | Lanaudière           | 1           | 0           |  |          |            |            |            |  |            |          |        |
|  | Lanaudière           | 1           | 0           |  |          |            |            |            |  | Blainville | 1        |        |
|  |                      |             |             |  |          |            |            |            |  | Blainville | 1        |        |
|  |                      |             |             |  |          |            |            |            |  |            | Gatineau | 0      |
|  | Mont-Royal Outremont | 1           | 0           |  |          |            |            |            |  |            | Gatineau | 0      |
|  | Mont-Royal Outremont | 1           | 0           |  |          |            |            |            |  |            |          |        |
|  | Gatineau             | 1           | 1           |  |          |            |            |            |  |            |          |        |
|  | Gatineau             | 1           | 1           |  | Gatineau | 3          | 1          |            |  |            |          |        |
|  |                      |             |             |  | Gatineau | 3          | 1          |            |  |            |          |        |
|  |                      |             |             |  |          | St-Hubert  | 1          | 2          |  |            |          |        |
|  | Dynamo de Québec     | 1           | 2           |  |          | St-Hubert  | 1          | 2          |  |            |          |        |
|  | Dynamo de Québec     | 1           | 2           |  |          |            |            |            |  |            |          |        |
|  | St-Hubert            | 1           | 2           |  |          |            |            |            |  |            |          |        |
|  | St-Hubert            | 1           | 2           |  |          |            |            |            |  |            |          |        |

## Statistiche

### Squadre

#### Primati stagionali
Aggiornati al 27 ottobre 2017.
Squadre
- Maggior numero di vittorie: Blainville (13)
- Maggior numero di pareggi: Longueuil (9)
- Maggior numero di sconfitte: St-Hubert, Gatineau (11)
- Minor numero di vittorie: Gatineau (3)
- Minor numero di pareggi: Blainville, St-Hubert (2)
- Minor numero di sconfitte: Gatineau (3)
- Miglior attacco: Blainville (45 gol fatti)
- Peggior attacco: Gatineau (15 gol fatto)
- Miglior difesa: Blainville (14 gol subiti)
- Peggior difesa: St-Hubert (44 gol subiti)
- Miglior differenza reti: Blainville (+31)
- Peggior differenza reti: St-Hubert (-21)

Partite
- Partita con più gol: St-Hubert-Blainville 1-9 (10)

### Individuali

#### Classifica marcatori
| Gol | Rigori |  | Giocatore             | Squadra              |
| --- | ------ |  | --------------------- | -------------------- |
| 14  |        |  | Pierre-Rudolph Mayard | Blainville           |
| 13  |        |  | Berlin Jean-Gilles    | Lanaudière           |
| 11  |        |  | Dex Kaniki            | Longueuil            |
| 11  |        |  | Frederico Moojen      | Mont-Royal Outremont |
| 8   |        |  | Rida Aboulhamid       | Blainville           |